# پیاسکی اچ-۲۱
پیاسکی اچ-۲۱ اسب بارکش (به انگلیسی: Piasecki H-21 Workhorse) چهارمین بالگرد شرکت پیاسکی هلیکاپتر با پروانه‌های پشت سرهم بود. این بالگرد که در میان مردم بطور غیررسمی موز پرنده لقب داشت، یک بالگرد چندمنظورهٔ ترابری با قابلیت نصب اسکید، چرخ یا شناور در زیر بالگرد بود. شرکت پیاسکی در اصل آن را با عنوان بالگرد نجات شمالگان نام نهاد. این بالگرد توانایی انجام عملیات نجات در سردترین شرایط آب و هوایی و حداقل دمای °۵۴- سانتیگراد را دارد. شرکت پیاسکی در آغاز پروژه نام آین بالگرد را پی‌وی-۲۲ گذاشته بود.

## طراحی و توسعه
پیاسکی در سال ۱۹۴۴ یک بالگرد موفق و نوین با نام اچ‌آرپی را ساخت و با فروش ۲۰ فروند از آن به نیروی دریایی آمریکا، سود نسبتاً خوبی از یک طرح نوپا و آزمایشی کسب کرد. شرکت پیاسکی در سال ۱۹۵۲ با ارتقای اچ‌آرپی و بهبود همهٔ بخشهای فلزی متحرک، اضافه کردن یک بدنهٔ فلزی بجای بدنه پارچه‌ای و نصب یک موتور ۱۱۵۰ اسب بخاری با دوبرابر قدرت موتور به‌کار رفته در اچ‌آرپی، اعتماد به نفس کافی یافت تا اچ-۲۱ محصول جدیدش را حتی به نیروی هوایی پیشنهاد کند؛ ولی این موتور نیز برای نیروی هوایی کافی نبود و آنها موتوری با قدرت ۱۴۲۵ اسب بخار را سفارش دادند. در دهه ۱۹۵۰ شرکت پیاسکی تصمیم گرفت تا یک جرثقیل بسیار نیرومند برای بلند کردن اجسام سنگین بسازد و پیشنهاد داد که ۶ فروند اچ-۲۱ را به یک اسکلت فلزی بسته شوند تا لیفت زیادی ایجاد شود. این طرح بسیار خطرناک و ناامن ارزیابی شد، زیرا اگر یکی از بالگردها دچار نقص فنی می‌گشت، بالانس جرثقیل برهم می‌خورد و سقوط می‌کرد. مشخص شد که این نگرانی‌ها در دهه ۵۰ به‌جا بودند، زیرا در دهه ۸۰ میلادی چنین طرحی با نام پیاسکی پی‌ای-۹۷ اجراء شد که درنهایت به یک شکست بزرگ منتهی شد.

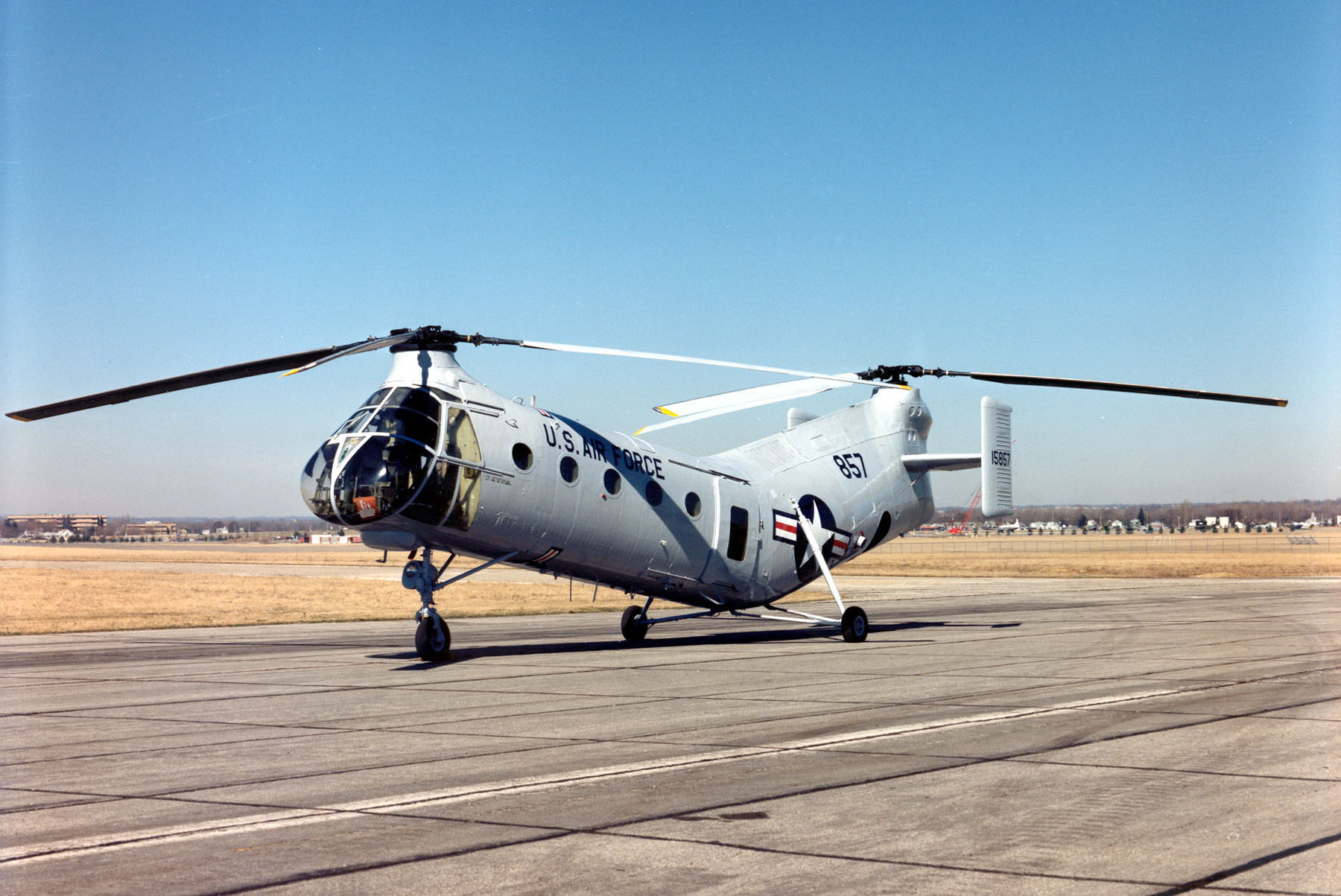
مدل نیروی هوایی آمریکا
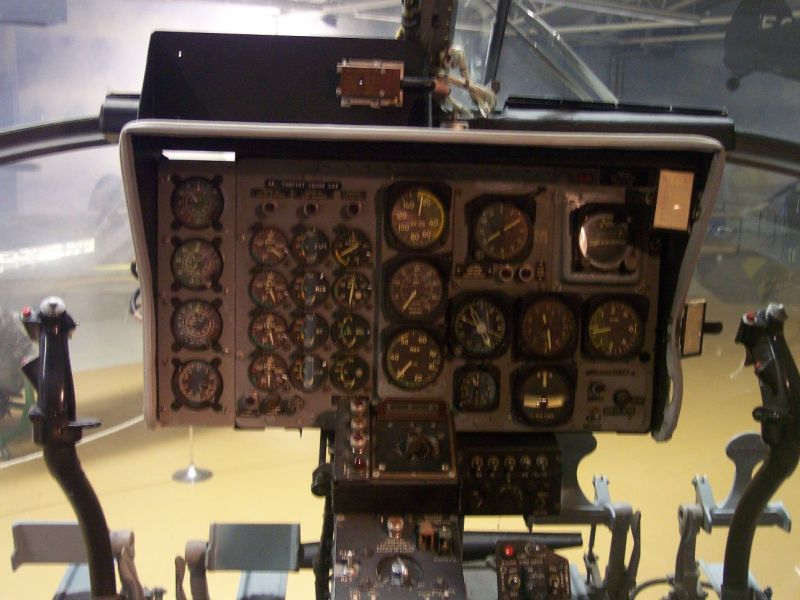
داخل کابین خلبان
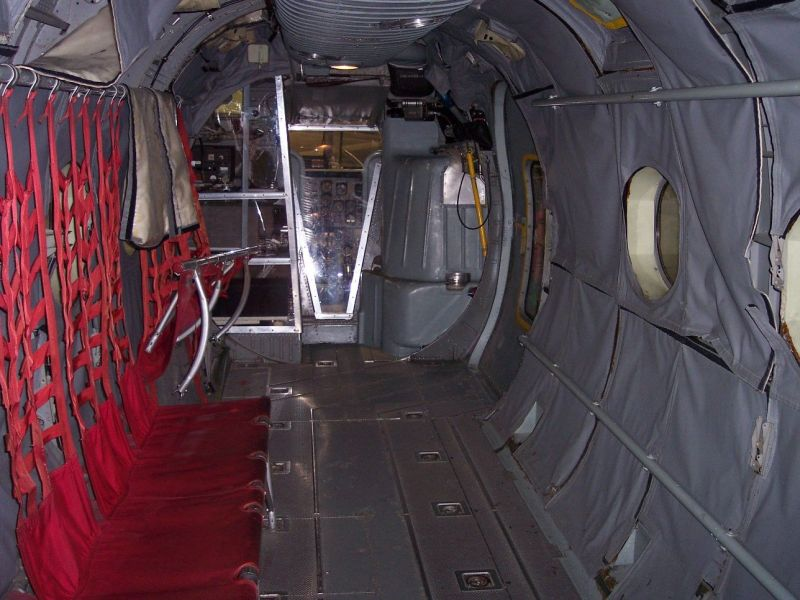
کابین سرنشینان

## پیشینهٔ عملیاتی

### فرانسه
در سال ۱۹۵۶ کشور فرانسه با توجه به نیاز به یک بالگرد در جنگ الجزایر بین انتخاب سیکورسکی اچ-۳۴ و پیاسکی اچ-۲۱ دودل بود و تصمیم گرفت هردو محصول را خریداری کند. فرانسه تعدادی پیاسکی اچ-۲۱ را با تیربار و راکت و بمب مسلح کرد تا از آن بعنوان ناوگان نیروی هوایی برای پشتیبانی نزدیک نیروهای زمینی و حمله به ادوات دشمن استفاده کند که طرحی ناموفق بود. زیرا اچ-۲۱ از مانورپذیری و سرعت بالایی برخوردار نبود و نمی‌توانست بعنوان یک هواگرد تخصصی برای پشتیبانی هوایی نزدیک ایفای نقش نماید. درعوض تصمیم گرفت از آن بعنوان بالگرد ترابری نیروی زمینی در حکم گانشیپ نفربر استفاده کند و آنها را با دو عدد تیربار ام۲ برونینگ یا دو عدد توپ ۱۵ میلیمتری آلمانی مجهز کرد تا زمانی که نیروهای زمینی زیر آتش‌بار دشمن هستند، این بالگرد کاملاً غیرمسلح نباشد و توانایی دفاع از خود و نیروهای زمینی را داشته باشد.

### آمریکا

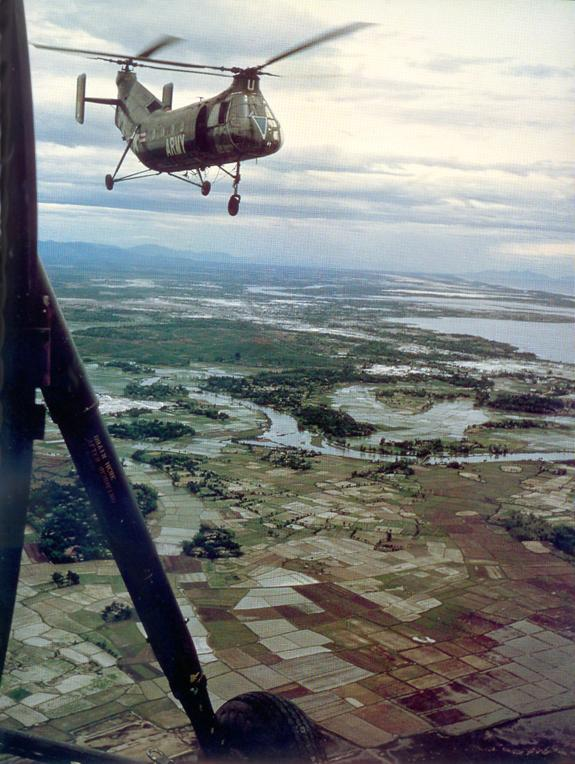
بالگرد پشتیبانی نیروی زمینی آمریکا بر فراز یک شالیزار در ویتنام، سال ۱۹۶۲ میلادی

با اینکه اچ-۲۱ بعنوان یک بالگرد پشتیبانی نزدیک زمینی کاملاً خارج از گود بود، ولی آمریکا تصمیم گرفت آن را با سیکورسکی اچ-۳۴ مقایسه کند و متوجه شد که بالگرد اچ-۲۱ توان بیشتری دربرابر آتش دشمن دارد و دیرتر آسیب می‌بیند و سقوط می‌کند. دلیل سقوط سریع‌تر در سیکورسکی اچ-۳۴ این بود که باک سوخت آن بالگرد در موقعیتی آسیب‌پذیر قرار دارد و در صورت برخورد گلوله‌های دشمن با آن به سرعت آتش می‌گیرد. در مجموع این بالگرد را برای ترابری استفاده می‌کرد و در سال ۱۹۵۴ توانایی سوخت‌گیری هوایی رابه آن افزود که با هواپیمای سوخت‌رسان اوتر انجام می‌شد. مدل اچ-۲۱-سی توانست عرض آمریکا را بدون توقف بر زمین و با سوخت‌گیری هوایی طی کند که باعث شد نخستین بالگرد باشد که موفق به اینکار می‌شود. در خلال جنگ ویتنام تعدادی اچ-۲۱ با توپ و تیربار مسلح شدند و به کمک جمهوری ویتنام فرستاده شدند؛ ولی ارتش خلق ویتنام به‌خوبی توسط کمونیست‌های شوروی و چین حمایت می‌شدند و دارای کلاشنیکف و دوشکا بودند. موقعیت خطرناک باک سوخت و لوله‌های انتقال سوخت در این بالگرد که از این نظر حفاظت‌شده نبود باعث می‌شد که خطر جدی آنها را تهدید کند. همچنین این بالگرد ۹ سیلندر هواخنک که برای عملیات امداد و نجات در شرایط بسیار سرد طراحی شده بود، در هوای گرم و شرجی ویتنام عملکرد بسیار ضعیفی داشت بنابراین در ویتنام همیشه کمتر از ظرفیت ۲۰ سرباز را نفربری می‌کردند و محدودیت ۹ سرنشین اجراء می‌شد. خلبانان گزارش کردند که موتور حین عملیات توان ندارد و مهندسان هم گزارش دادند که این بالگرد که برای ۶۰۰ ساعت کار در هوای خنک طراحی شده، در هوای ویتنام تنها ۲۰۰ ساعت دوام می‌آورد. سقوط یک فروند اچ-۲۱ آمریکا در سال ۱۹۶۲ بوسیلهٔ آتش تیربار زمینی ویت‌کنگ موجب کشته شدن ۴ خدمهٔ بالگرد شد. با این وجود این بالگرد از روی اجبار تا سال ۱۹۶۴ در خدمت ماند تا اینکه با ورود محصول مطمئن بل یواچ-۱ ایروکوای به بازار، همهٔ بالگردهای قدیمی بازنشسته شدند. همچنین در سال ۱۹۶۵ با ورود بوئینگ سی‌اچ-۴۷ شینوک به جنگ ویتنام، همهٔ بالگردهای اچ-۲۱ از ویتنام عقب‌نشینی کردند و به آمریکا برگردانده شدند.

## کاربران

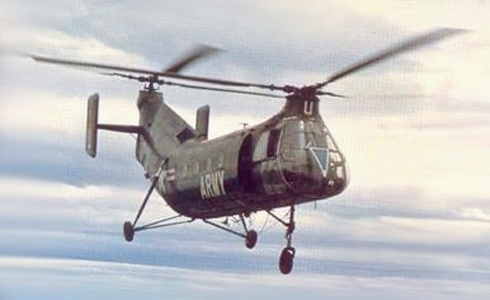
اچ-۲۱ نیروی زمینی آمریکا درحال پرواز

### کاربران نظامی
کانادا (نیروی هوایی)
 جمهوری دموکراتیک کنگو (نیروی هوایی)
 فرانسه (نیروی هوایی - زمینی - دریایی)
 ژاپن (نیروی زمینی و امنیت داخلی)
 سوئد (نیروی دریایی)
 ایالات متحده آمریکا (نیروی هوایی و زمینی)
 آلمان غربی (نیروی زمینی)

### کاربر غیرنظامی
ایالات متحده آمریکا (خدمات ترابری بالگردی نیویورک)

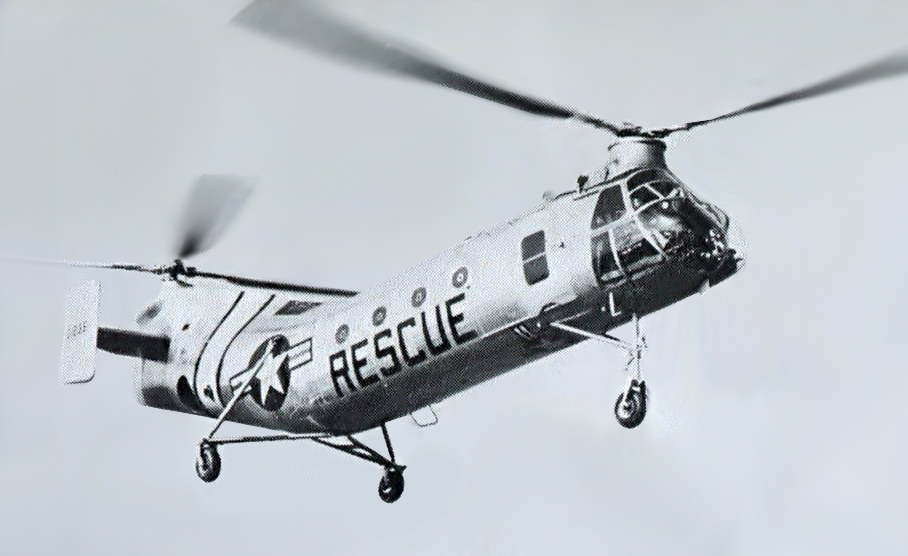
نیروی هوایی آمریکا
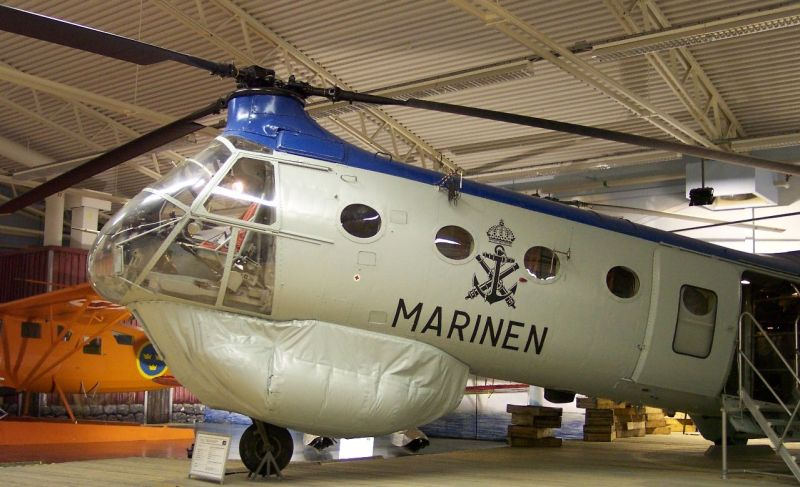
نیروی دریایی سوئد
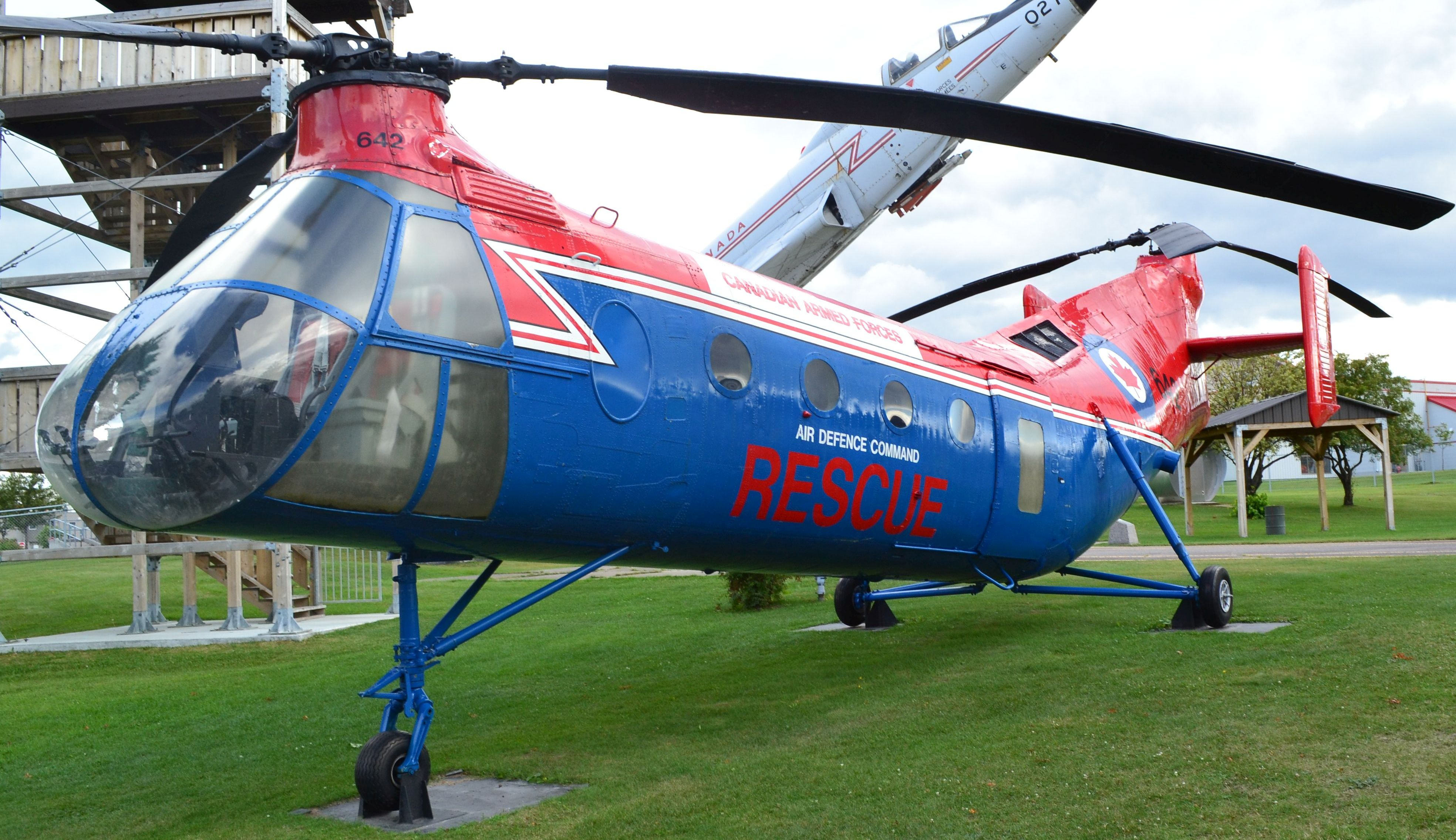
نیروی هوایی کانادا
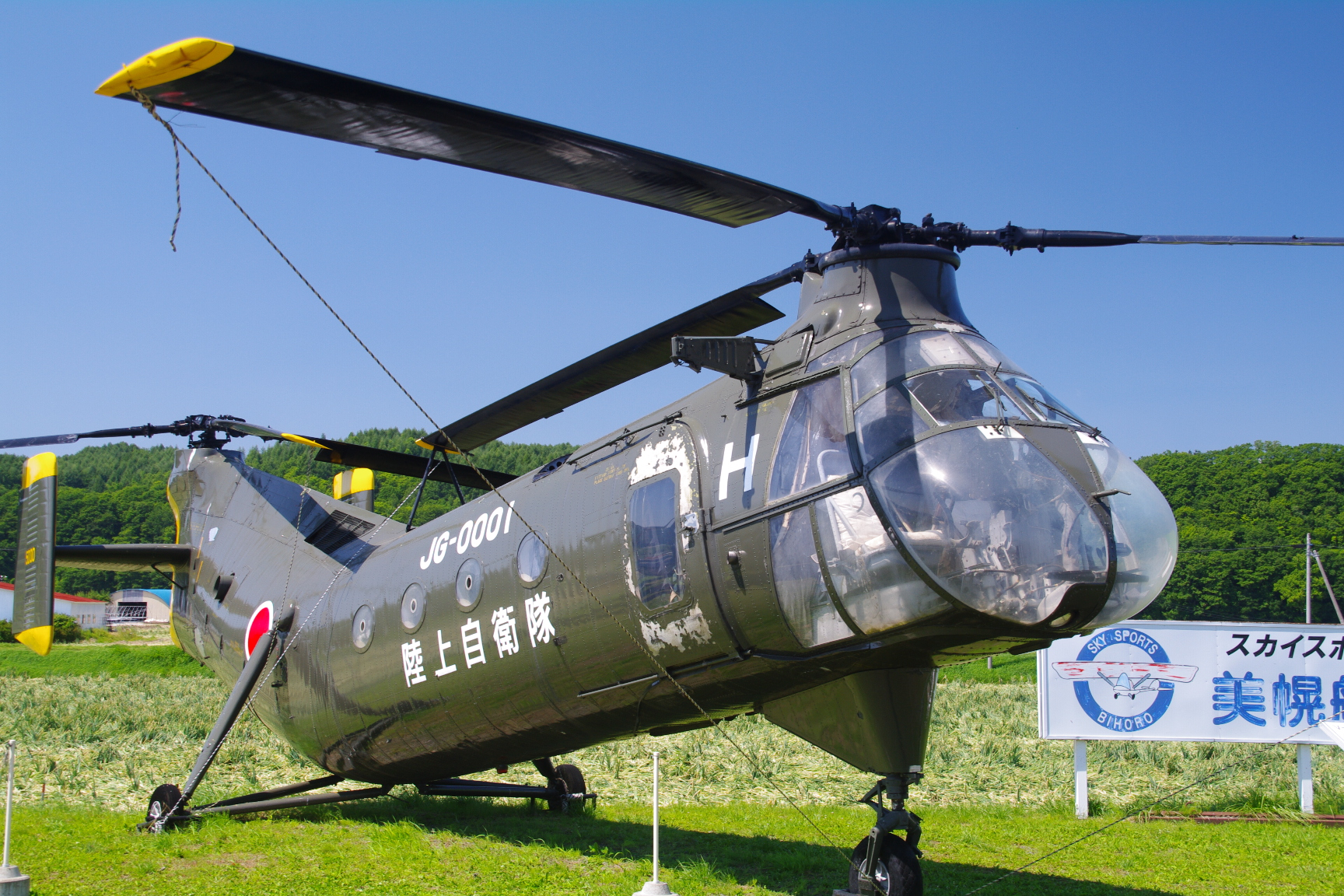
نیروی زمینی ژاپن

## مشخصات سی‌اچ-۲۱-سی
داده‌ها از U.S. Army Aircraft Since 1947
ویژگی‌های عمومی
- خدمه: ۳ تا ۵ خدمه (خلبان - کمک‌خلبان - فرمانده هواگرد - دو مسئول مهمات جنگ ویتنام)
- ظرفیت: ۲۰ نیروی مسلح یا ۱۲ برانکار
- طول: ۵۲ فوت ۶ اینچ (۱۶٫۰۰ متر)
- ارتفاع: ۱۵ فوت ۹ اینچ (۴٫۸۰ متر)
- وزن خالی: ۸٬۹۵۰ پوند (۴٬۰۶۰ کیلوگرم)
- وزن ناخالص: ۱۵٬۲۰۰ پوند (۶٬۸۹۵ کیلوگرم)
- پیشرانه: ۱ عدد موتور رادیال ۹ سیلندر پیستونی هواخنک رایت آر-۱۸۲۰ سایکلون, ۱٬۴۲۵ اسب بخار (۱٬۰۶۳ کیلووات)
- قطر روتور اصلی: ۲ عدد ۴۴ فوت ۰ اینچ (۱۳٫۴۱ متر)
- مساحت روتور اصلی: ۳٬۰۴۱ فوت مربع (۲۸۲٫۵ متر مربع)

عملکرد
- حداکثر سرعت: ۱۲۷ مایل بر ساعت (۲۰۴ کیلومتر بر ساعت، ۱۱۰ گره)
- سرعت کروز: ۹۸ مایل بر ساعت (۱۵۸ کیلومتر بر ساعت، ۸۵ گره)
- بُرد: ۲۶۵ مایل (۴۲۶ کیلومتر، ۲۳۰ مایل دریایی)
- حداکثر ارتفاع: ۹٬۴۵۰ فوت (۲٬۸۸۰ متر)
- بارگیری دیسک: ۵ پوند بر فوت مربع (۲۴ کیلوگرم بر متر مربع)
- توان به وزن|توان/جرم: ۰٫۰۹ horsepower per pound (۰٫۱۵ kilowatts per kilogram)

تسلیحات

تسلیحات گوناگون ازجمله دو ام۲ برونینگ یا تیربار ام-۶۰